# 14. juli
14. juli er dag 195 i året i den gregorianske kalender (dag 196 i skudår). Der er 170 dage tilbage af året.

### Begivenheder
Født - Dødsfald
- 1223 - Ludvig 8. bliver konge af Frankrig.
- 1789 - Stormen på Bastillen finder sted, hvilket er årsagen til, at dagen er Frankrigs nationaldag, kaldet Bastilledagen.
- 1851 - Den første borgerlige vielse forrettes i Danmark, da skræddersvend Christen Christensen og jomfru Christine Marie Bruun, begge mormoner, bliver gift på Københavns Rådhus.
- 1865 - Den engelske bjergbestiger Edward Whymper anfører det første hold, som bestiger det ca. 4000 meter høje Matterhorn i Alperne efter at have forsøgt hvert år siden 1861. På nedturen styrter fire af de syv deltagere i døden.
- 1867 - For første gang demonstreres Alfred Nobels opfindelse, dynamit, som er en sikker og håndterbar form for nitroglycerin. Det sker i Merstham stenbrud i Redhill, Surrey.
- 1918 - Det franske troppetransportskib Djemnah sænkes af en tysk ubåd i Middelhavet. 442 omkommer.
- 1933 - I Tyskland forbyder den nazistiske regering under Adolf Hitler alle oppositionspartier.
- 1941 - Englænderne erobrer Syrien.
- 1942 - Hjemmelavede brandbomber kastes op på tagene af Aarhus Savværk og Frichs Fabrikker i Århus.
- 1945 - For første gang under anden verdenskrig beskyder amerikanske krigsskibe Japan.
- 1956 - I Bukarest sætter Yolanda Balas sin første verdensrekord i højdespring.
- 1958 - Iraks konge Faisal 2., kronprinsen og ministerpræsidenten myrdes ved et kup, hvorefter en officersjunta proklamerer Irak som republik under ledelse af general Abdel Karim el-Khazem.
- 1959 - Det første atomkraftbaserede krydser, USS Long Beach søsættes ved Quincy, Massachusetts. Skibet kan med sine to reaktorer opnå en fart af 30 knob.
- 1965 - Mariner 4, opsendt i 1964, sender de første fotografier fra Mars.
- 1967 - Abort legaliseres i England.
- 1969 - El Salvadors hær angriber Honduras efter omfattende uroligheder, der er udløst af en fodboldkamp mellem de to lande, og Fodboldkrigen er en realitet.
- 1976 - I Spanien tillades igen politiske partier - kommunistpartiet er dog stadig forbudt.
- 1976 - Den kinesiskbyggede Tanzam jernbane, som forbinder Zambia og Dar es-Salaam, bliver færdig før planlagt.
- 1978 - Den russiske dissident Anatoly Scharansky, en af grundlæggerne af Moskva-Helsinki Gruppen til overvågning af Sovjetunionens overholdelse af menneskerettighederne, idømmes 13 års fængsel.
- 1984 - I New Zealand vinder David Lange og Arbejderpartiet en jordskredssejr og besejrer det regerende Nationalistparti under ledelse af Robert Muldoon.
- 1997 - Det internationale tribunal til pådømmelse af krigsforbrydelser i det tidligere Jugoslavien idømmer den bosnisk-serbiske leder Duško Tadić 20-års fængsel for sin deltagelse i etniske udrensninger af muslimske civile i 1992.
- 1998 - Arkitekten Jørn Utzon får overrakt nøglerne til Sydney som påskønnelse for hans operahus.
- 2000 - En amerikansk domstol beslutter, at fem tobaksselskaber skal betale 1.130 mia kroner til en halv million ofre for rygning.
- 2005 - Den franske præsident, Jacques Chirac, slipper uskadt fra et attentatforsøg under fejringen af Bastilledagen.
- 2015 - NASA's rumfartøj New Horizons foretager sin første passage af dværgplaneten Pluto og sender de første detaljerede billeder af Pluto tilbage til Jorden.[1][2][3]

### Født
- 1858 - Emmeline Pankhurst, engelsk kvindesagsforkæmper (død 1928).
- 1862 - Gustav Klimt, østrigsk maler og grafiker (død 1918).
- 1894 - Osvald Helmuth, dansk skuespiller og revykunstner (død 1966).
- 1895 - Knud Rée, dansk redaktør og minister (død 1972).
- 1904 - Isaac Bashevis Singer, polsk-amerikansk forfatter og modtager af Nobelprisen i litteratur (død 1991).
- 1911 - William Hanna, amerikansk tegnefilmskaber (død 2001).
- 1912 - Woody Guthrie, amerikansk folkesanger (død 1967).
- 1913 - Gerald Ford, amerikansk præsident (død 2006) .
- 1918 - Ingmar Bergman, svensk filminstruktør (død 2007).
- 1926 - Harry Dean Stanton, amerikansk skuespiller (død 2017).
- 1927 - Max Brüel, dansk arkitekt og jazzmusiker (død 1995).
- 1937 - Yoshirō Mori, japansk politiker.
- 1946 - Suzanne Giese, dansk forfatterinde (død 2012).
- 1960 - Jane Lynch, amerikansk skuespillerinde.
- 1966 - Heine Fernandez, dansk fodboldspiller.
- 1977 - Victoria, svensk kronprinsesse.
- 1988 - Conor McGregor, irsk MMA-udøver.

### Dødsfald
- 1223 - Filip 2. August, fransk konge (født 1165).
- 1486 - Margrete af Danmark, dronning af Skotland (1469-1486). Datter af kong Christian 1. og Dorothea af Brandenburg. (født 1456).
- 1817 - Madame de Staël, schweizisk forfatter (født 1766).
- 1827 - Augustin-Jean Fresnel, fransk fysiker (født 1788).
- 1856 - Michael Gottlieb Bindesbøll, dansk arkitekt (født 1800).
- 1881 - Billy the Kid, amerikansk kvægtyv og bandit (født 1859) - dræbt under flugt.
- 1883 - Svend Grundtvig, dansk litteraturforsker og sprogvidenskabsmand (født 1824).
- 1887 - Alfred Krupp, tysk våbenfabrikant (født 1812).
- 1939 - Alfons Mucha, tjekkisk kunstner (født 1860).
- 1964 - Prins Axel, dansk prins (født 1888).
- 1965 - Adlai Stevenson II, amerikansk politiker (født 1900).

|  | Denne datoartikel kan blive bedre, hvis der indsættes et (bedre) billede Du kan hjælpe ved at afsøge Wikimedia Commons for et passende billede eller uploade et godt billede til Wikimedia Commons iht. de tilladte licenser og indsætte det i artiklen. |

1. ↑  Chang, Kenneth (14. juli 2015). "NASA's New Horizons Spacecraft Completes Flyby of Pluto". The New York Times. Hentet 14. januar 2021.
2. ↑  Dunn, Marcia (14. juli 2015). "Pluto close-up: Spacecraft makes flyby of icy, mystery world". Excite. Associated Press (AP). Hentet 14. januar 2021.
3. ↑  Brown, Dwayne; Cantillo, Laurie; Buckley, Mike; Stotoff, Maria (14. juli 2015). "15-149 NASA's Three-Billion-Mile Journey to Pluto Reaches Historic Encounter". Houston: NASA. Hentet 14. januar 2021.